# Euderces basimaculatus
Euderces basimaculatus là một loài bọ cánh cứng trong họ Cerambycidae.